# BTV (Bulgaria)
bTV es un canal de televisión privado de Bulgaria, perteneciente a bTV Media Group. Se trata de un canal generalista con informativos, series, películas y telerrealidad.

## Historia
El canal inició emisiones el 6 de junio de 2000 reemplazando a Efir 2, siendo el primer canal de televisión privado de Bulgaria. Inicialmente, la programación era de dos horas, emitiendo películas, series y programas de entretenimiento. La emisión se amplió a seis horas a partir de julio y a dieciocho horas a partir de octubre. 
Desde el 18 de febrero de 2001 emite las 24 horas y el 26 de noviembre del mismo año, se lanzó el sitio web del canal.
En otoño de 2006 se estrenó Survivor, el primer reality show de Bulgaria, filmado íntegramente fuera del país . A este le siguieron programas de diferentes formatos y géneros, y hasta la fecha, los reality shows son una parte importante de la programación televisiva.
Desde el 18 de febrero de 2010, el canal pertenece a Central European Media Enterprises y el 7 de octubre de 2012, bTV empezó a emitir en HD, convirtiéndose en el primer canal de televisión búlgaro en lanzar una versión HD y adoptar el formato 16:9.
El 1 de julio de 2025, bTV adoptó su actual imagen corporativa, conmemorando su 25 aniversario.

## Programación
- Бtv Новините
- Survivor
- 5 stars
- Music Idol
- Гласът на България
- Бягство към победата
- Dancing Stars
- България търси талант
- MasterChef
- Преди обед
- Стани богат
- Кой да знае?
- Аз обичам България
- Животът по действителен случай

## Canales hermanos
bTV pertenece a bTV Media Group, quien también posee los siguientes canales: 
- bTV Comedy: canal que emite programas de comedia. Emite desde el 1 de octubre de 2009.
- bTV Cinema: canal de películas. Emite desde el 7 de diciembre de 2009.
- bTV Action: canal dirigido al público masculino. Emite desde el 22 de enero de 2011.
- bTV Story: canal dirigido al público familiar. Inició emisiones el 28 de enero de 2012 como bTV Lady, aunque el 11 de diciembre de 2023, bTV Lady pasó a llamarse bTV Story.[4]
- RING: canal deportivo. Emite desde el 12 de mayo de 1998.